# Selaginella weatherbiana
Selaginella weatherbiana är en mosslummerväxtart som beskrevs av Rolla Milton Tryon. Selaginella weatherbiana ingår i släktet mosslumrar, och familjen mosslummerväxter. Inga underarter finns listade i Catalogue of Life.